# Rahazin
Rahozin (biał. Рагазін; ros. Рагозин, Ragozin) – dawne osiedle na Białorusi, w obwodzie homelskim, w rejonie brahińskim. Zostało zlikwidowane w 1974 roku.